# Ereis distincta
Ereis distincta là một loài bọ cánh cứng trong họ Cerambycidae.